# Oulaya Amamra
Oulaya Amamra (* 12. listopadu 1996 Viry-Châtillon) je francouzská filmová a televizní herečka. Docházela na soukromou katolickou školu a patnáct let studovala klasický tanec. Je mladší sestrou režisérky a scenáristky Houdy Benyaminy, v jejímž filmu Božské (2016) ztvárnila hlavní roli. Za tu získala Césara pro nejslibnější herečku. Dále hrála například ve filmech Tamara (2016), Svět je tvůj (2018), L'adieu à la nuit (2019) a Le sel des larmes (2019). Také hrála v jedné epizodě britského seriálu The Little Drummer Girl (2018).